# ونوشا دی۶۰
ونوشا دی۶۰ یک سدان کامپکت چهار در است که توسط خودروسازی ونوشا زیر مجوعه دانگ‌فنگ تولید می‌شود.

## بررسی اجمالی
ونوشا دی۶۰ در اواخر سال ۲۰۱۷ در چین عرضه شد. این خودرو اساس سدان نیسان شیلفی ساخته شده‌است. این خودرو از موتور ۱٫۶ لیتری ۴ سیلندر متصل به گیربکس ۵ سرعته دستی یا گیربکس CVT بهره می‌برد. قیمت این خودرو از ۶۹٬۸۰۰ یوان تا ۱۱۱٬۸۰۰ یوان شروع می‌شود.

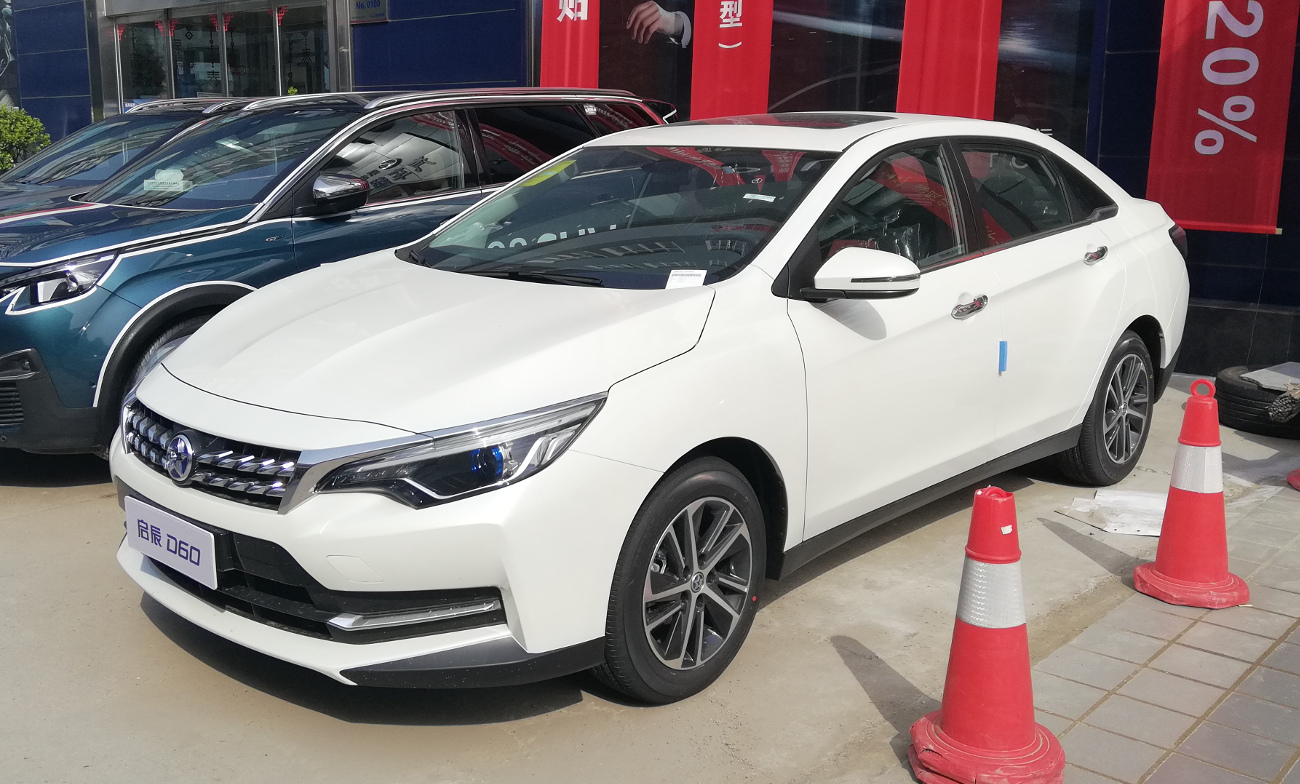
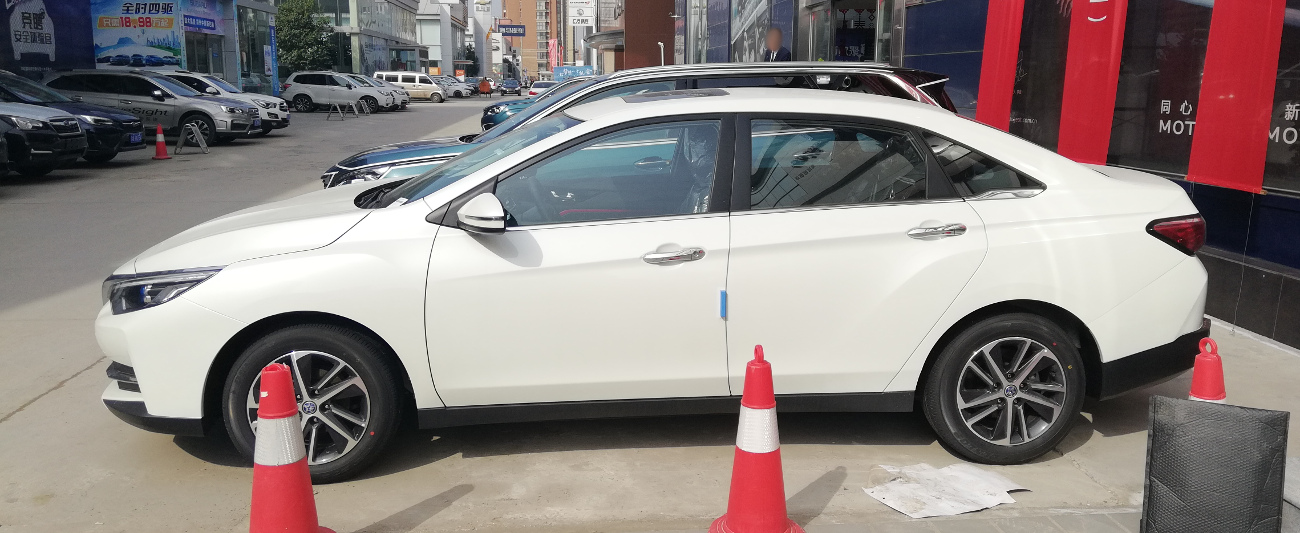
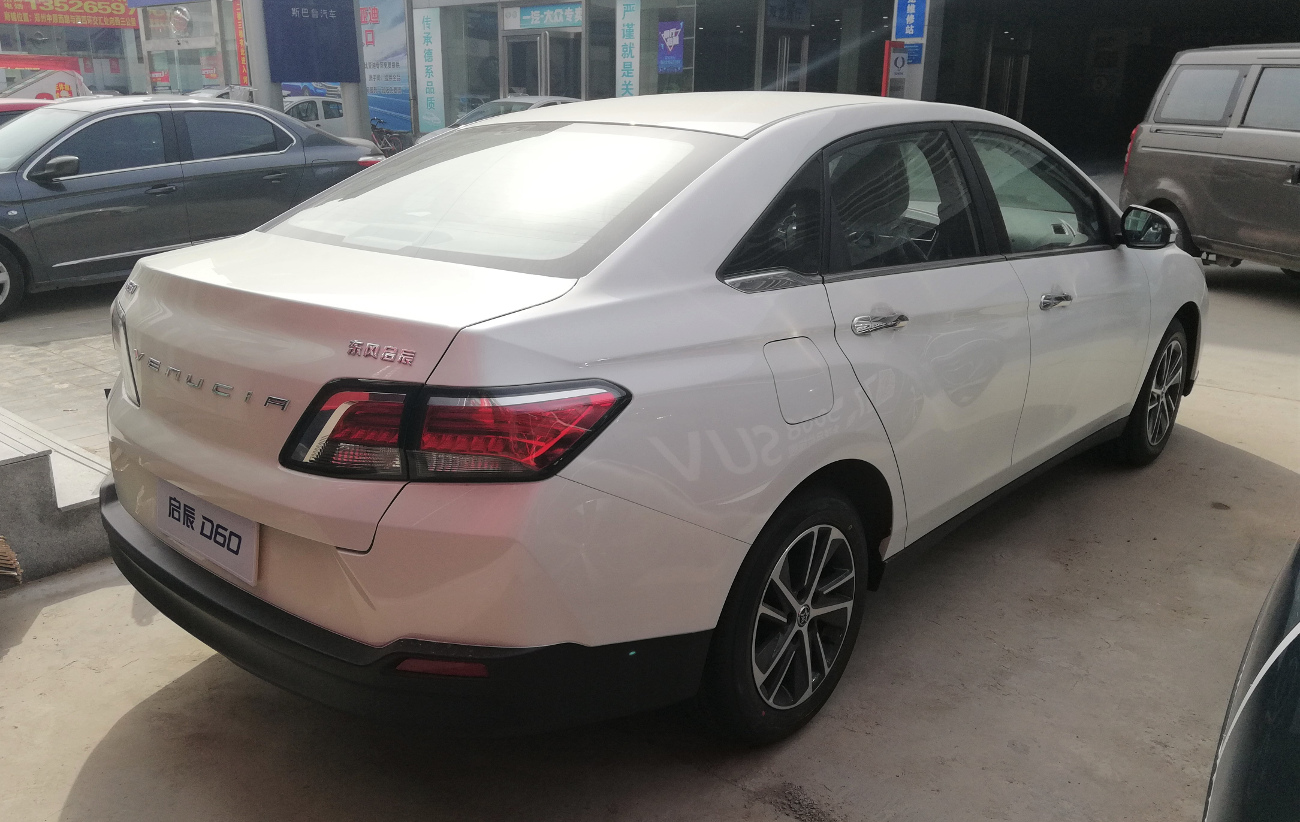

## فیس‌لیفت ۲۰۱۹
یک فیس‌لیفت جزئی در سال ۲۰۱۹ روی این خودرو انجام شد که بخش‌های جلو و عقب خودرو را بروزرسانی کرده‌است.

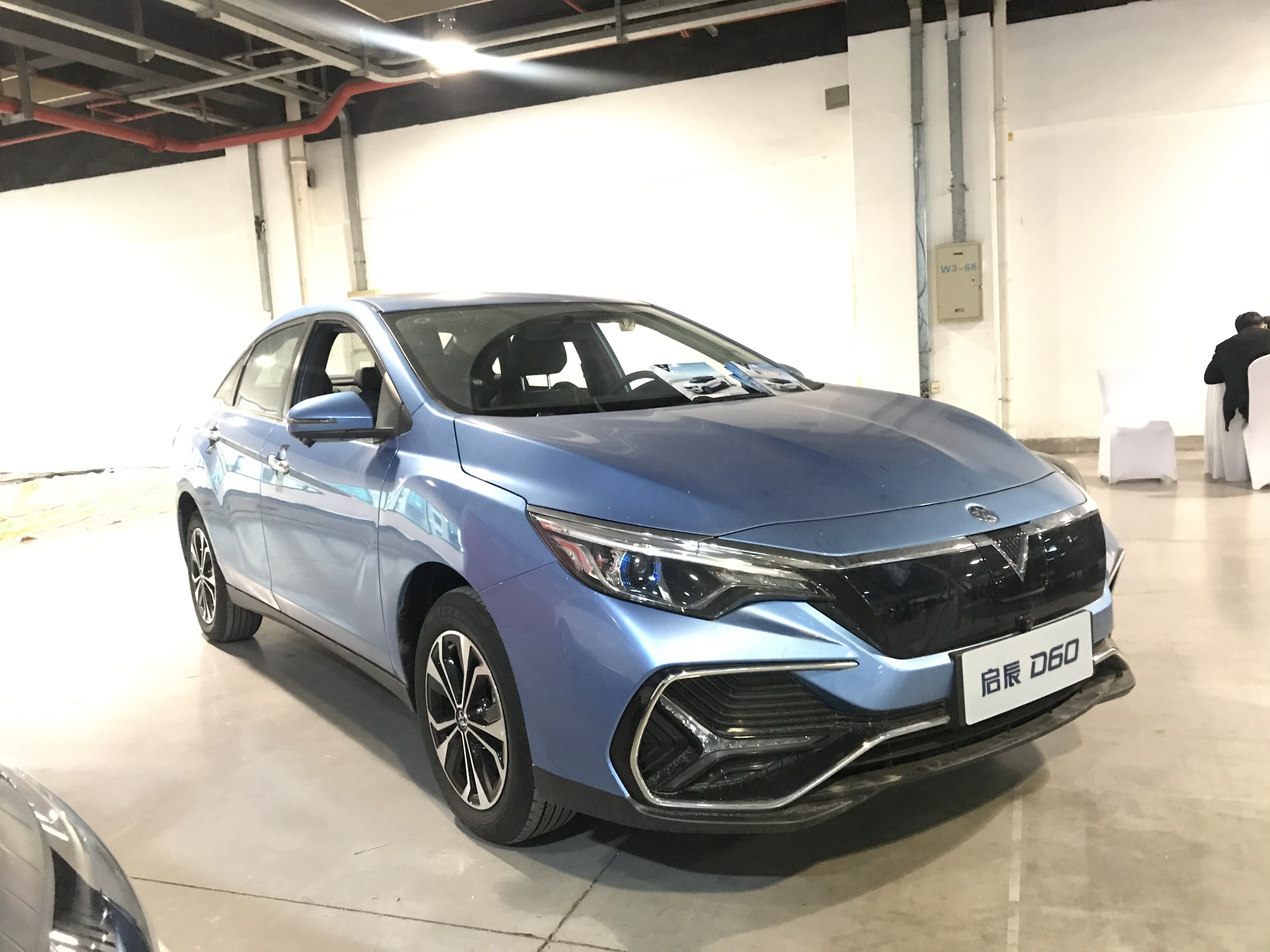
ونوشا دی۶۰ ۲۰۱۹
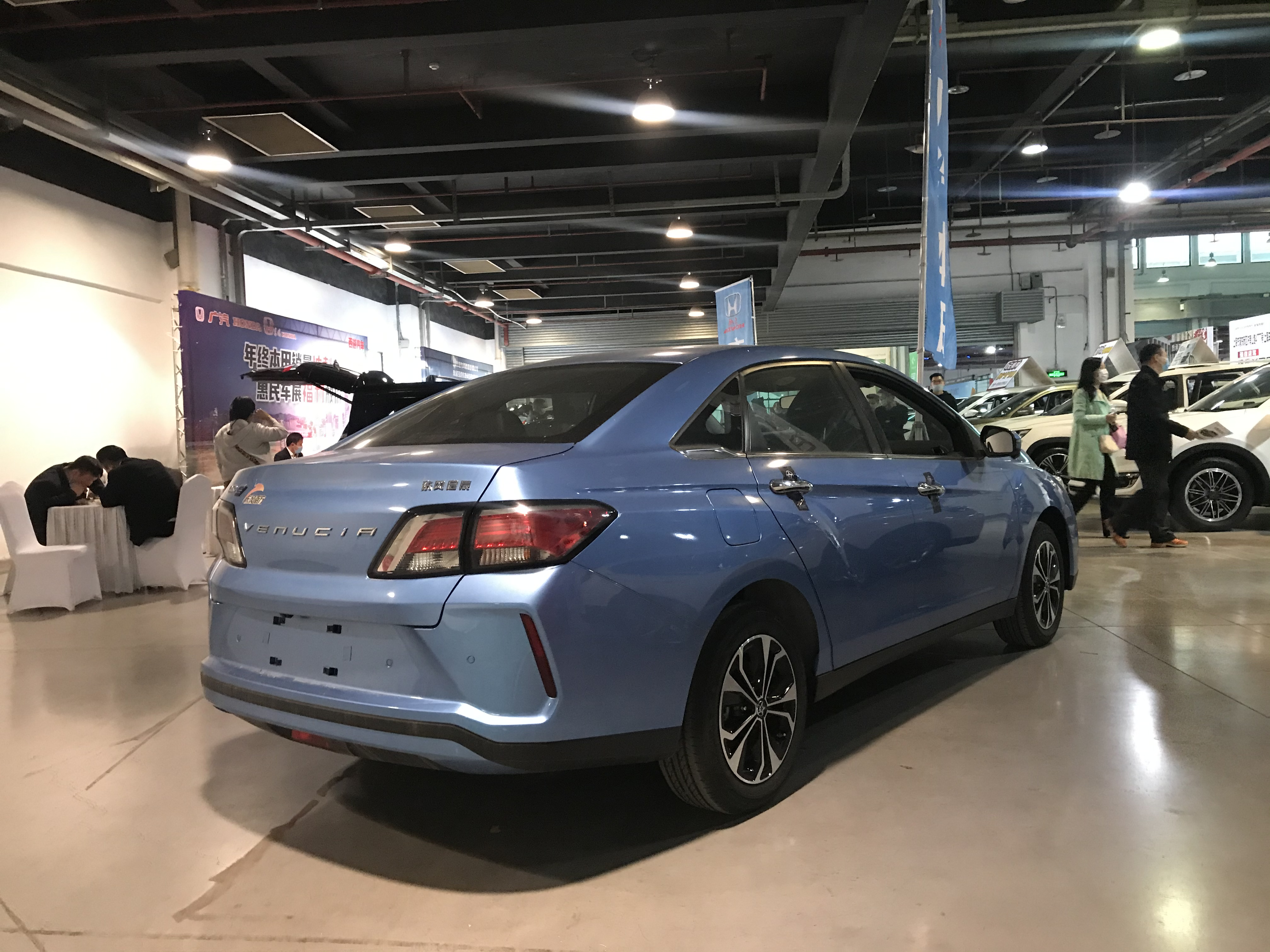
ونوشا دی۶۰ ۲۰۱۹

## دی۶۰ پلاس
نسخه فیس‌لیفت دی۶۰ با نام ونوشا دی ۶۰ پلاس درسال ۲۰۲۰ برای عرضه در سال ۲۰۲۱ رونمایی شد. نسخه پلاس بر اساس همان پلتفرم قبلی ساخته شده‌است و از لحاظ فنی با نسخه اولیه یکسان است. این نسخه از یک موتور ۱٫۶ لیتری با گیربکس ۵ سرعته دستی و گیربکس CVT بهره می‌برد.

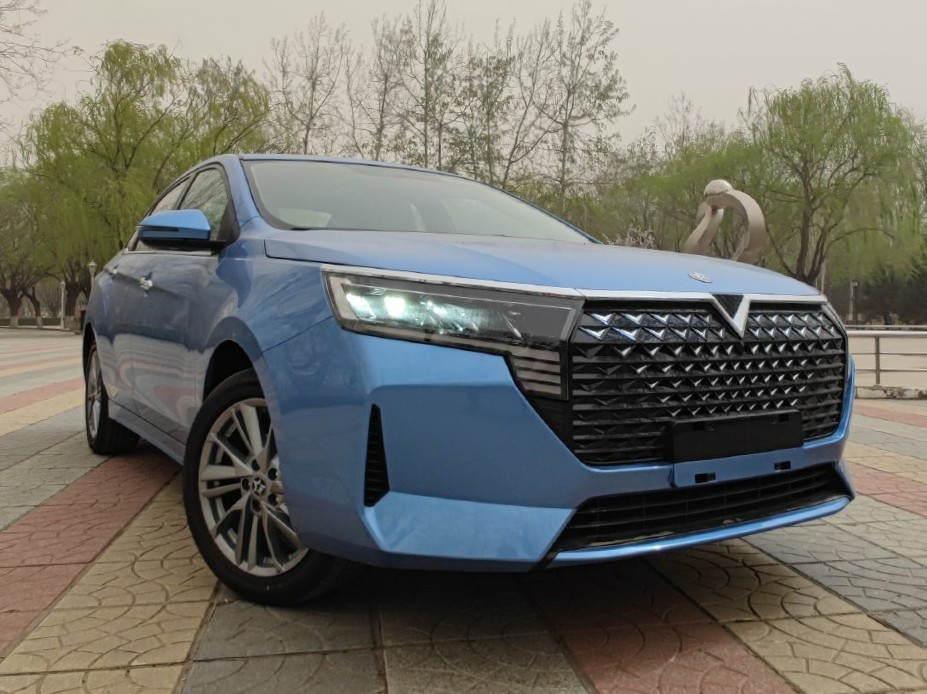
ونوشا دی۶۰ پلاس
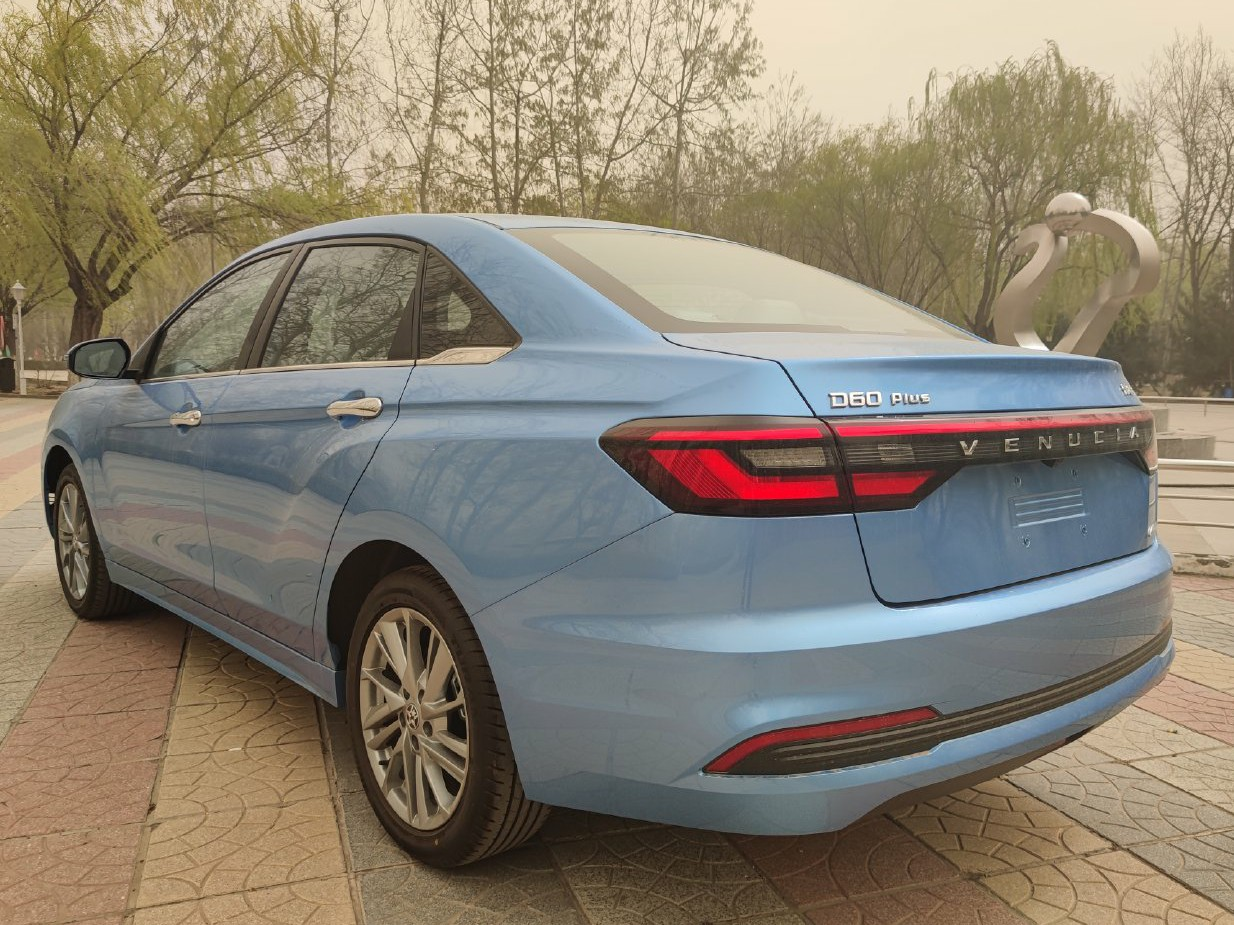
ونوشا دی۶۰ پلاس (نمای عقب)

## ونوشا دی۶۰ ئی‌وی
ونوشا دی ۶۰ ئی وی نسخه الکتریکی دی۶۰ است.

این مدل در سال ۲۰۱۹ معرفی شد واز همان سال به بازار عرضه گردید. این خودرو مجهز به یک موتور ۵۸ کیلو واتی است که با هر بار شارژ ۴۸۱ کیلومتر را پیمایش می‌کند.

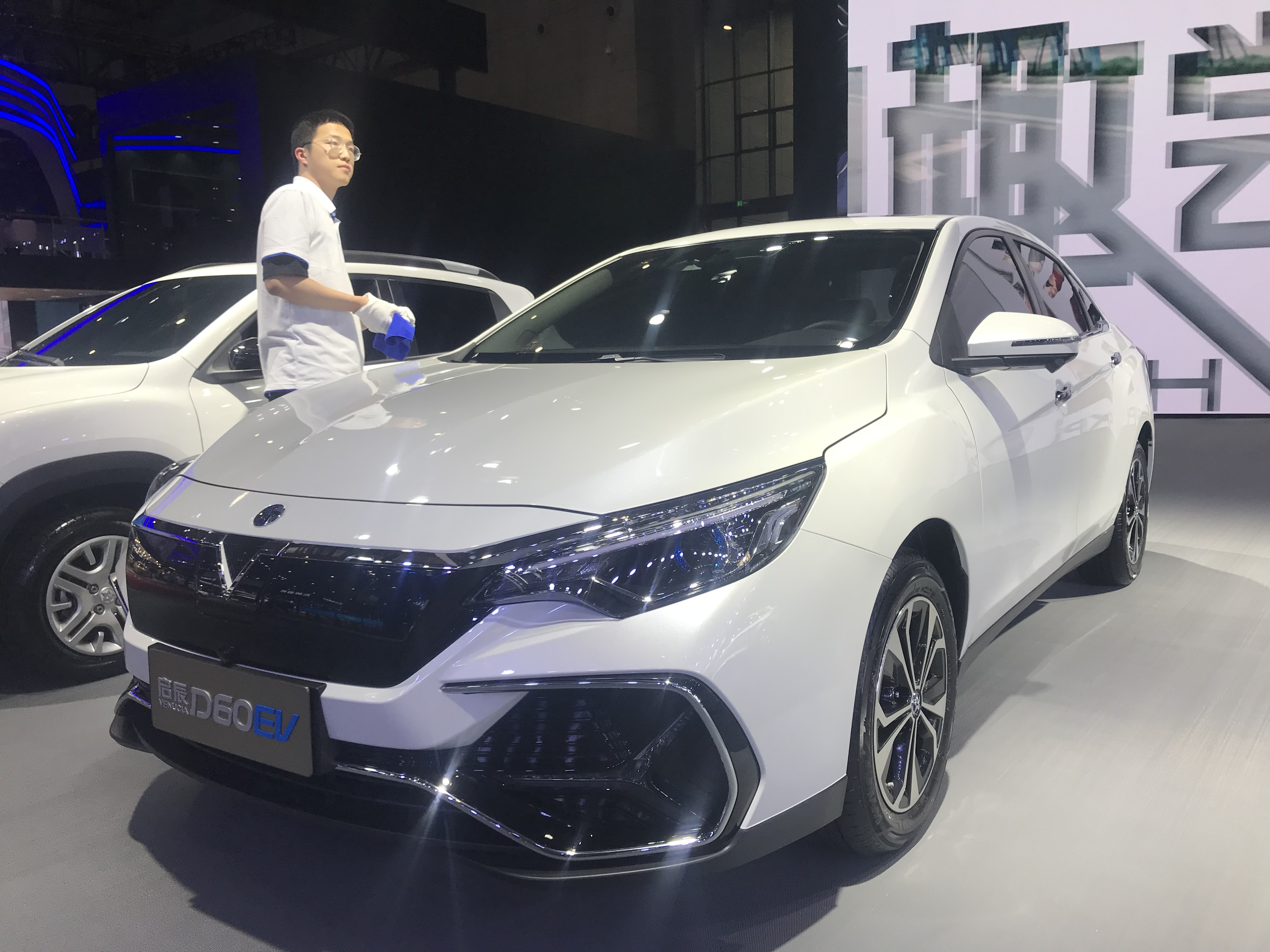
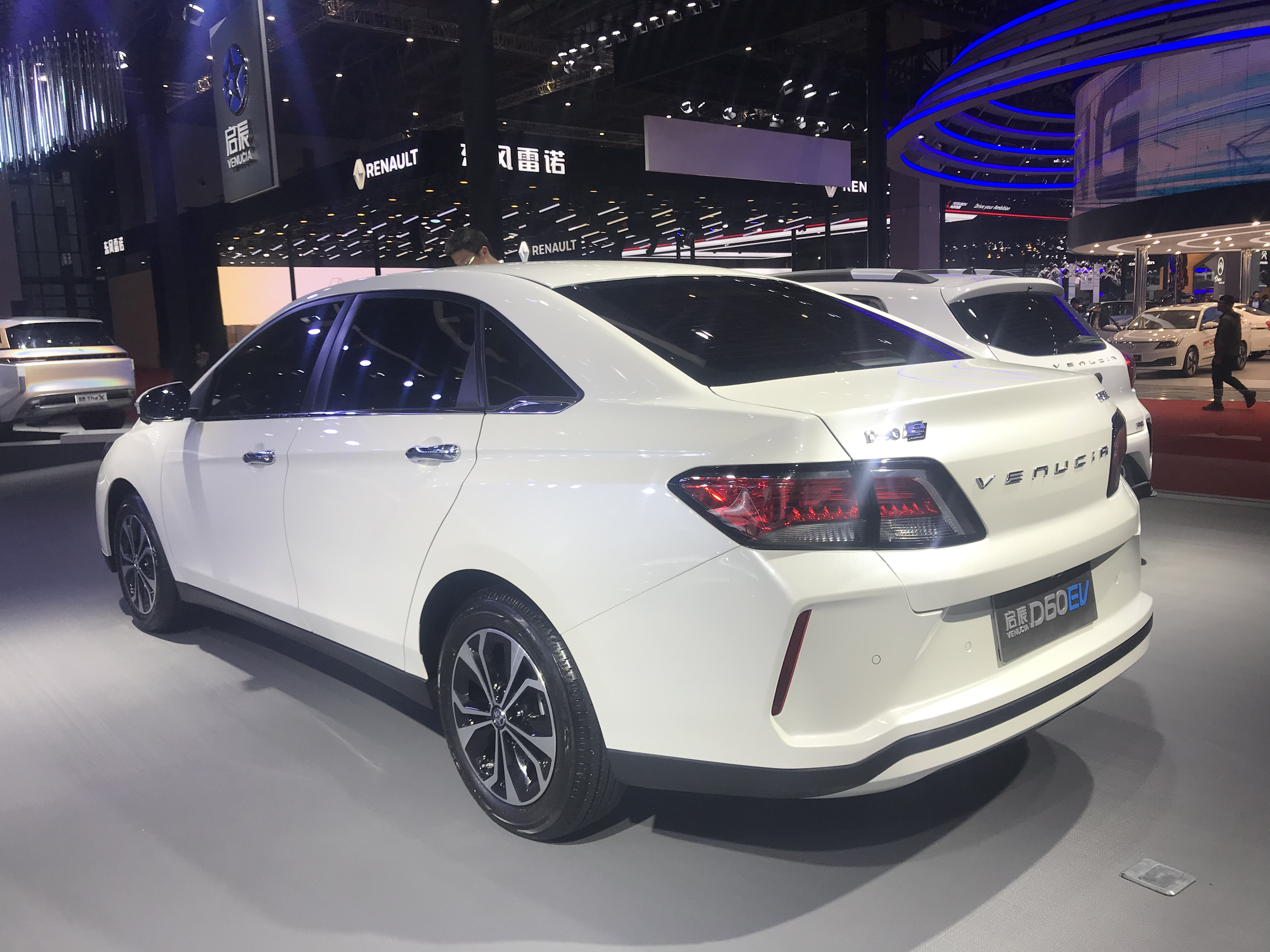